# ТЕЦ Волзького автомобільного заводу
ТЕЦ Волзького автомобільного заводу — теплова електростанція у Самарській області Росії.
З 1969 по 1991 рік на майданчику ТЕЦ ввели в дію чотирнадцять парових котлів виробництва Таганрозького котельного заводу — дев'ять типу ТГМ-84 продуктивністю по 420 тонн пари на годину (станційні номери 1 — 9) та п'ять типу ТГМЕ-464 продуктивністю по 500 тонн пари на годину (номери 10 — 14). Вироблена ними пара живила одинадцять парових турбін:
- дві введені в 1969 та 1970 роках турбіни Ленінградського металічного заводу типу ПТ-60-130/13 потужністю по 60 МВт, які надалі були модернізовані до типу ПТ-65/75-130/13 потужністю по 60 МВт (станційні номери 1 та 2);
- чотири запущені в 1970 (дві) та 1971 (дві) роках турбіни Уральського турбінного заводу типу Т-100-130 потужністю по 105 МВт (номери 3 — 6);
- дві введені в 1976 та 1978 роках турбіни Уральського турбінного заводу типу Т-100/120-130-3 потужністю по 110 МВт (номери 7 та 8);
- дві запущені в 1982 та 1983 роках турбіни Уральського турбінного заводу типу ПТ-135/165-130/15 потужністю 135 МВт (номери 9 та 10);
- введена в 1987-му турбіна Уральського турбінного заводу типу ПТ-140/165-130/15-2 потужністю 142 МВт (номер 11).

Таким чином, загальна електрична потужність станції досягнула 1172 МВт.
Для збільшення теплової потужності в 1967—1997 роках ввели в дію чотирнадцять водогрійних котлів Барнаульського котельного заводу — десять типу ПТВМ-100 продуктивністю по 100 Гкал/год (станційні номери 1 — 10), два типу ПТВМ-180 продуктивністю по 180 Гкал/год (номери 11 — 12) два типу КВГМ-180-150-2 продуктивністю по 180 Гкал/год (номери 13 — 14).
В 2015-му з експлуатації водогрійні котли № 1, № 2, № 11 та № 12 вивели з експлуатації.
Як паливо станція використовує природний газ, що може надходити в район Тольятті по трубопроводу Мокроус – Самара – Тольятті та перемичкам від Південного газотранспортного коридору.
Для видалення продуктів згоряння призначені кілька труб, при цьому труба № 1 має висоту 150 метрів, а труби № 3 та № 4 — по 250 метрів.
Видача продукції відбувається по ЛЕП, що працюють під напругою 220 кВ та 110 кВ.